# Callosobruchus chinensis
Callosobruchus chinensis és una espècie comuna de coleòpter crisomèlid de la subfamília Bruchinae, conegut per ser una plaga de molts llegums emmagatzemats. Si bé és comunament conegut com a corc de fesol o del gra xinès, de fet no és un curculiònid puix que pertanya la família dels crisomèlids.
Aquesta espècie té un estil de vida i un hàbitat molt similar al Callosobruchus maculatus i es confonen sovint. Aquest escarabat és una plaga comuna perquè ataca moltes espècie diferents de llegums emmagatzemats i distribuïts en totes les regions tropicals i subtropicals del món. És una de les plagues més perilloses per a la indústria del llegum emmagatzemat a causa de les seves dietes de llegum generalitzades i la seva àmplia distribució.

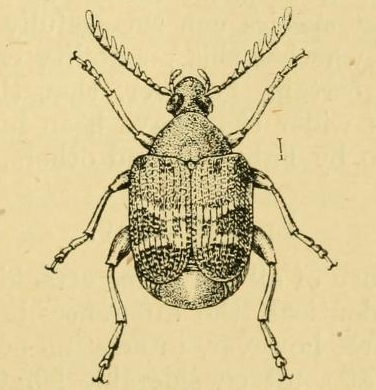

El primer albirament registrat i descripció de C. chinensis fou a la Xina d'on el nom que rep.

## Hàbitat i distribució
C. chinensis mostra un patró de distribució cosmopolita i ha estat trobat en la majoria de països a causa de l'exportació comercial de grans. Els camps naturals de l'escarabat són en els tròpics i subtròpics d'Àsia, i la seva població ha crescut extensament d'ençà del conreu i de la distribució de llegums. La seva distribució és fortament influïda per la producció humana i tan sols viuen dels llegums en què s'aparellen i dels quals les seves larves s'alimenten. Tant les larves com els adults es nodreixen de llegums.
Algunes de les seves plantes hostes habituals inclouen mongeta mung, llentilla, pèsol d'ull negre, pèsol d'Angola, cigró i altres espècies de pèsols encara que són coneguts per viure en molts més llegums. L'hàbitat preferit són els tròpics, en mongeteres mung o cigroneres.
Assoleixen el pic de producció d'ous i d'infestació dels llegums a l'agost–juliol.

## Descripció
C. chinensis és un insecte petit, un espècimen adult fa prop de 5 mm de llarg. A diferència dels curculiònids, C. chinensis no té cap rostre. En l'etapa adulta és de color marró amb clapes negres i grises. L'abdomen de la femella és lleugerament més llarg que l'èlitre i és de color blanca amb dues taques negre ovalades. Els adults són capaços de volar i gràcies a això es poden propagar a altres camps i llocs d'emmagatzematge del gra fàcilment.
Aquesta espècie té algun dimorfisme sexual puix que la femella és més grossa i més pesant que l'escarabat mascle. Les antenes són pectinades en els mascles mentre en les femelles, les antenes són serrades.
Les larves són de color groguenca-blanquinosa amb cames reduïdes. Les pupes són marró fosc i la pupa ocorre dins el llegum. Els ous es presenten isolats i tenen una coloració groga que es torna opaca quan surten de l'ou. Els seus ous esdevenen molt més petits en àrees de densitat de població alta per a adaptar-se als recursos en llegums, la qual cosa resulta en adults més petits i menys larves viables.

## Vida
El corc del gra pon directament a la superfície del llegum individualment i es desplaça cap a una altra part del llegum o a un altre llegum segons la densitat de gra i competició amb les altres femelles per a pondre més ous. Poden pondre com uns 90 ous després d'una sola fertilització. La fecunditat és relativa al llegum utilitzat com a hoste i a la salut de la femella. Habitualment les larves surten de l'ou al cap de 3 a 5 dies i es colguen en el gra per la resta de desenvolupament.
Les larves caven túnels menjant a través del gra fins que són prests a ser pupes.
Els adults madurs emergeixen del gra, mossegant una sortida circular neta de la bajoc al cap de 25 dies d'haver estat postos. Els escarabats adults viuen fins a dues setmanes després de sortir de la pupa.

## Reproducció
El mascle té unes grans esclerites genitals a l'extrem del seu òrgan intromitent. Serveix per a transferir esperma més eficaçment mentre obren com àncores que lligats a l'interior de l'obertura genital de la femella. Aquestes esclerites no semblen danyar significativament l'aparell reproductiu femella en espècies similars mentre aquestes esclerites no són tant desenvolupades com les de l'espècie Callosobruchus maculatus. L'òrgan intromitent del mascle, quan és desplegat, pot fer gairebé dues vegades la mida de l'escarabat però tan sols la punta n'és inserida dins la femella durant còpula.

## Comportament

### Fingir ser mort
C. chinensis fingeix ser mort com a tècnica antidepredadora. Quan ho fa sota certs estímul, l'escarabat rodolarà sobre el dors i corbarà les cames cap amunt. Empra aquesta tècnica a fi de dissuadir les vespes parasitoides d'atacar-lo.
S'ha demostrat que la temperatura altera aquest comportament en els escarabats adults. A mesura que augmenta la temperatura, aquest comportament esdevé menys corrent. Un cos més gros també té una disminució de la tanatosi.

### Copulació heteroespecífica
Els mascles tempten regularment de copular amb les femelles del Callosobruchus maculatus. Això ha estat observat prou correntment en aquests insectes, essent espècies congèneres del corc de mongeta amb una superposició major dels nínxols. S'ha vist que aquest comportament reduïa la fecunditat de les femelles dels C. maculatus, per bé que la raó per la qual això es produeix no s'ha aclarit. Aquest comportament de copulació heteroespecífica indiscriminada ha estat observat fins i tot quan femelles C. chinensis són presents.